# Enfrente
Enfrente é o oitavo álbum de estúdio da banda brasileira de rock CPM 22. Foi lançado no dia 3 de maio de 2024 através da Ditto Music. É o primeiro álbum de estúdio da banda com o baixista Ali Zaher Jr. e o baterista Daniel Siqueira, sendo o primeiro álbum do grupo em sete anos, sucedendo o álbum Suor e Sacrifício. 

## Antecedentes
O álbum começou a ser preparado em 2022. Badauí disse que tranquilidade foi importante para compor. No final de janeiro de 2023, o vocalista Badauí disse: "A quem possa interessar, o CPM 22 vai lançar um disco novo esse ano, estamos em fase de composição e pré-produção. Queremos lançar no segundo semestre. Ansiedade tá a milhão". Em 3 de agosto, o vocalista disse: "Acabamos de fechar o repertório do nosso disco novo! Logo mais entraremos em estúdio! Aguardem!" e disse que o álbum provavelmente seria lançado ainda em 2023, senão no início de 2024. Numa entrevista em 24 de agosto de 2023, Badauí disse que a parte instrumental estava em gravação e que a banda esperava entrar em estúdio na semana seguinte. A banda esperava lançar um single até novembro daquele ano. Em 30 de setembro de 2023, o vocalista disse em entrevista ao Sem Ensaio que o álbum traria letras de reflexões sociais.
No dia 17 de fevereiro de 2024, Badauí publicou no Twitter: "Hoje foi o último dia de gravação do nosso novo álbum!! Semana que vem começam as mixagens e masterização, capa do disco, definição de singles, reunião com o diretor do primeiro clipe, reunião com a Dittomusic pra definir datas, e por aí vai!!" Em 5 de abril, dois singles foram lançados: "Mágoas Passadas" e "Dono da Verdade". No dia 19, foram lançados mais dois singles: "Alívio Imediato" e "Covarde Digital".

## Formação
- Badauí: vocal
- Luciano Garcia: guitarra e vocal de apoio
- Phil Fargnoli: guitarra e vocal de apoio
- Ali Zaher Jr.: baixo e vocal de apoio
- Daniel Siqueira: bateria